# パワー・オブ・ザ・ドラゴンフレイム
『パワー・オブ・ザ・ドラゴンフレイム』(Power of the Dragonflame)は2002年に発売されたイタリアのパワーメタルバンド、ラプソディーの4thアルバム。

## 解説
- 「エメラルド・ソード・サーガ」シリーズの最終章の後編。前作『レイン・オブ・ア・サウザンド・フレイムス』と合わせて一つの作品となっている。

## 収録曲
1. イン・テネブリス～暗黒の中で - In Tenebris
2. ナイトライダー・オブ・ドゥーム - Knightrider of Doom
3. パワー・オブ・ザ・ドラゴンフレイム - Power of the Dragonflame
4. マーチ・オブ・ザ・ソードマスター The March of the Swordmaster
5. ホエン・ディーモンズ・アウェイク - When Demons Awake
6. アゴニィ・イズ・マイ・ネーム - Agony Is My Name
7. ラメント・エロイコ～英雄の嘆き - Lamento Eroico
8. スティールゴッズ・オブ・ザ・ラスト・アポカリプス - Steelgods of the Last Apocalypse
9. プライド・オブ・ザ・タイラント - The Pride of The Tyrant
10. ガーゴイルズ、エンジェルズ・オブ・ダークネス - Gargoyles, Angels of Darkness 
1.アンジェリ・ディ・ピエトラ・ミスティカ ～不思議な石の天使 - i. Angeli di Pietra Mistica
2.ウォーローズ・ラスト・チャレンジ - ii. Warlords' Last Challenge
3....アンド・ザ・レジェンズ・エンズ... - iii. ...And the Legend Ends...

※海外限定盤
1. Rise from the Sea of Flames
2. Gargoyles, Angels of Darkness

## メンバー
- Fabio Lione - lead, backing & opera vocals
- Luca Turilli - lead & rhythm guitars
- Alex Staropoli - keyboards, harpsichord & piano
- Alex Holzwarth - drums